# Winter-Paralympics 2014
Die XI. Winter-Paralympics, die Spiele für Menschen mit körperlicher Behinderung, fanden im Anschluss an die Olympischen Winterspiele 2014 vom 7. bis 16. März 2014 in der russischen Stadt Sotschi statt.
Nach Abschluss der Spiele wurde ermittelt, dass mit 316.200 Tickets so viele wie nie bei Paralympischen Spielen verkauft wurden.

## Auswahl des Austragungsortes
Die Entscheidung über den Ausrichter der Paralympics 2014 und der Olympischen Winterspiele 2014 fällte das Internationale Olympische Komitee (IOC) im Rahmen seines Kongresses in Guatemala-Stadt am 4. Juli 2007. Sotschi setzte sich dabei gegen Pyeongchang (Südkorea) und gegen Salzburg (Österreich) durch.
Nachstehend die Ergebnisse der Wahlgänge:
| Wahlresultate | Wahlresultate | Wahlresultate | Wahlresultate |
| ------------- | ------------- | ------------- | ------------- |
| Stadt         | Land          | 1. Runde      | 2. Runde      |
| Sotschi       | Russland      | 34            | 51            |
| Pyeongchang   | Südkorea      | 36            | 47            |
| Salzburg      | Österreich    | 25            | –             |

## Wettkampfstätten

### Olympiapark Sotschi („Küstenregion“)
Sämtliche Eishallen entstanden im Olympiapark Sotschi, wodurch erstmals in der olympischen Geschichte alle Hallen untereinander zu Fuß erreichbar waren. Das Gelände befindet sich etwa 30 km südlich der Kernstadt von Sotschi in Adler direkt am Schwarzen Meer und wird daher auch „Küstenregion“ genannt.
Bei den Winter-Paralympics wurden folgende Wettkampfstätten genutzt:
- Olympiastadion Sotschi: Eröffnungs- und Schlussfeier
- Schaiba-Eisarena: Sledge-Eishockey
- Ice Cube Curling Center: Rollstuhlcurling

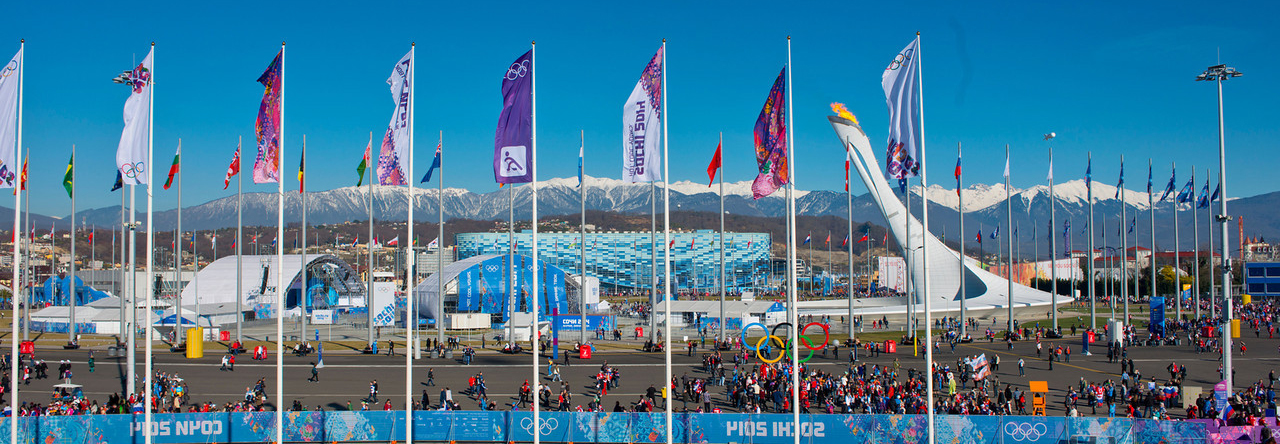
Panoramaansicht des Olympiaparks in Sotschi

### Krasnaja Poljana („Schneeregion“)
Die Schneewettbewerbe wurden in dem Gebiet um das knapp 4000 Einwohner zählende Gebirgsdorf Krasnaja Poljana (dt. Rote Lichtung), das 30 km nordöstlich von Adler auf etwa 600 Meter Höhe im Tal der Msymta liegt, ausgetragen. Diese Region wurde im Zuge der Vorbereitung auf die Olympischen Spiele zu einem exklusiven Wintersportresort ausgebaut.
Bei den Winter-Paralympics wurden folgende Wettkampfstätten genutzt:
- Laura Biathlon- und Skilanglaufzentrum: Biathlon und Skilanglauf
- Rosa Chutor Alpin-Zentrum: Ski Alpin
- „Rosa Chutor“ Free-Style- und Snowboard-Park: Snowboard

## Teilnehmende Nationen
Von 45 Mannschaften hatte sich mindestens ein Sportler für die Teilnahme an den Winter-Paralympics von Sotschi qualifiziert. Das ist mit insgesamt 547 Teilnehmern ein neuer Rekord. Die Mannschaften folgender drei NOKs gaben ihr paralympisches Winterspieldebüt: Brasilien, Türkei und Usbekistan. Aus Afrika nahm kein NOK teil.
| Europa (29 Länder, 337 Teilnehmer) | Europa (29 Länder, 337 Teilnehmer) | Europa (29 Länder, 337 Teilnehmer) |
| --- | --- | --- |
| - Andorra (1) - Belgien (2) - Bosnien und Herzegowina (2) - Bulgarien (2) - Dänemark (2) - Deutschland (13) - Finnland (13) - Frankreich (14) - Griechenland (1) - Vereinigtes Königreich (12) | - Island (2) - Italien (34) - Kroatien (2) - Niederlande (7) - Norwegen (31) - Österreich (13) - Polen (8) - Rumänien (1) - Russland (69) - Schweden (22) | - Schweiz (8) - Serbien (1) - Slowakei (16) - Slowenien (1) - Spanien (7) - Tschechien (18) - Türkei (2) - Ukraine (23) - Belarus (10) |
| Amerika (6 Länder, 131 Teilnehmer) | | |
| - Argentinien (3) - Brasilien (2) | - Chile (2) - Kanada (49) | - Mexiko (1) - Vereinigte Staaten (74)                                                                                                 |
| Asien (8 Länder, 67 Teilnehmer) | | |
| - Armenien (1) - Volksrepublik China (10) - Iran (1) | - Japan (20) - Kasachstan (5) - Mongolei (1) | - Südkorea (27) - Usbekistan (2) |
| Ozeanien (2 Länder, 12 Teilnehmer) | | |
| - Australien (9) | - Neuseeland (3) | |

## Logo, Maskottchen und Motto
Das Maskottchen für die XI. Winter-Paralympics in Sotschi stellen eine Schneeflocke und einen Lichtstrahl dar („Snowflake“ und „Ray Of Light“ – auf Russisch: „Snezhinka“ und „Luchik“). Beide kommen, entsprechend der ihr zugeschriebenen Hintergrundgeschichte, von anderen Planeten und sehen unterschiedlich aus. Sie entdecken dabei den Sport, den die Menschen dort betreiben und entwickeln gemeinsam neue Sportarten, wie Rollstuhlcurling und Sledge-Eishockey und wurden dabei von Menschen bewundert. Ihre Teilnahme am Sport hat ihnen gezeigt, dass sie nicht anders sind, als die Menschen auf der Erde.
Das im September 2012 bekannt gegebene offizielle Motto der Spiele lautet „Жаркие. Зимние. Твои.“ bzw. „Hot. Cool. Yours“, „Heiß. Kühl. Deins“. Dmitri Tschernyschenko meinte, das Motto beschreibe die Vielfalt Russlands. Es beziehe sich zudem auf „die Leidenschaft des Sports, die Jahreszeit und die Wahrnehmung Russlands in der Welt sowie die Olympischen Spiele für jedermann“.

## Zeremonien

### Eröffnungsfeier

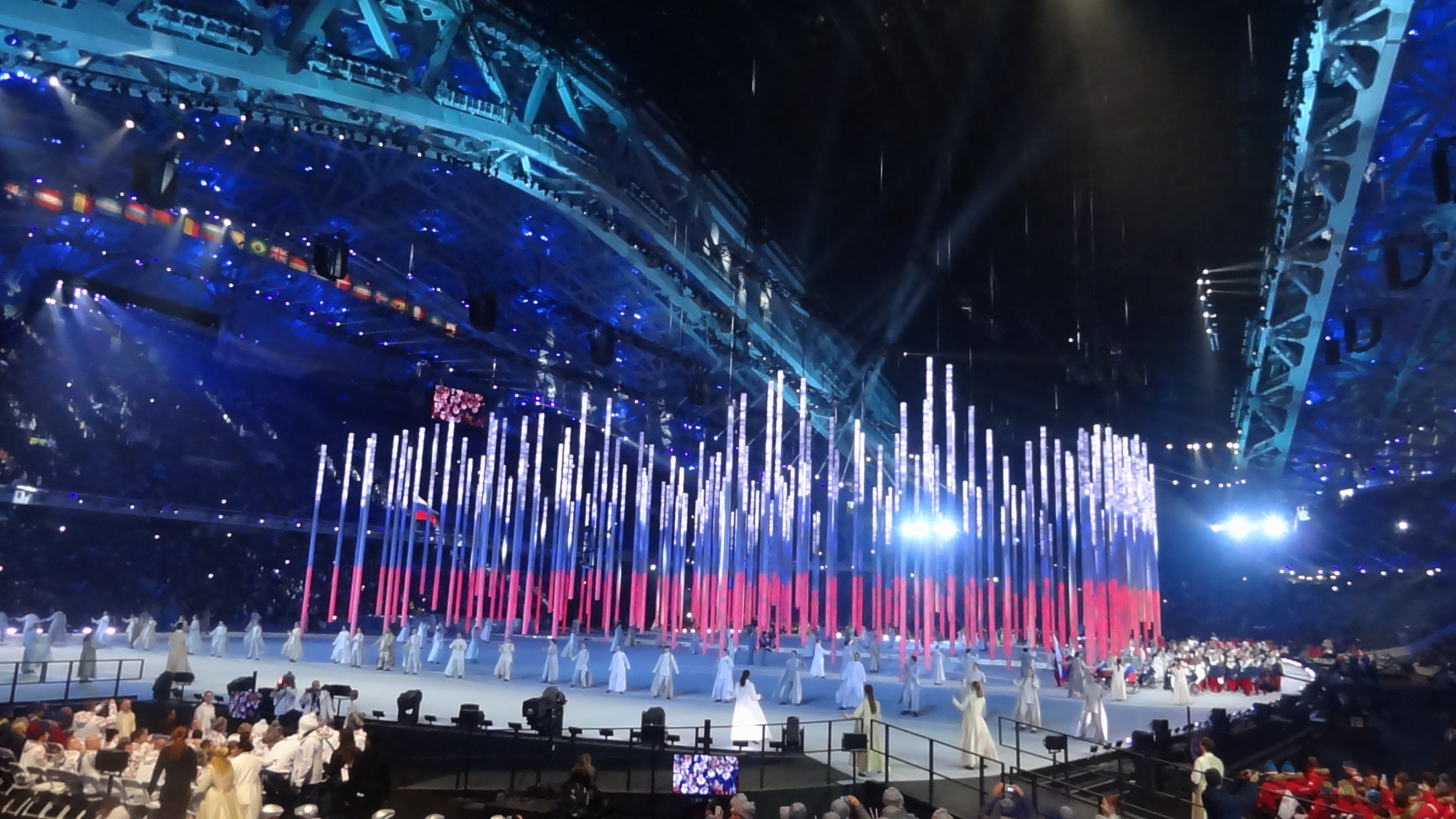
Eröffnungsfeier der Winter-Paralympics 2014

Die Eröffnungsfeier der XI. Winter-Paralympics wurde im Olympiastadion Sotschi am 7. März 2014 unter dem Motto „Das Eis durchbrechen“ ausgetragen. 2500 Darsteller würdigten in Szenen die russische Kultur, wie das Ballett, und thematisierten den Abbau von Barrieren in der Gesellschaft. Viele der 2500 Darsteller hatten zudem Beeinträchtigungen. Während des Einzugs der Nationen verzichteten nahezu alle teilnehmenden Nationen aufgrund der Lage auf der Krim auf das Schwenken russischer Fähnchen.
Nach der Rede des Präsidenten des Internationalen Paralympischen Komitees Philip Craven, in der er zu „vorurteilsfreiem Denken“ aufrief, eröffnete der russische Präsident Wladimir Putin die Spiele. Die russischen paralympischen Athleten Olesja Wladykina und Sergei Schilow entzündeten die olympische Fackel in Sotschi. Die Eröffnungszeremonie endete mit einer Videoeinspielung gegen Diskriminierung.

### Schlussfeier
Im Rahmen der Schlussfeier wurden der Alpin-Skifahrer Toby Kane aus Australien, sowie Bibian Mentel-Spee, eine Snowboarderin aus den Niederlanden mit dem Whang Youn Dai Achievement Award, welcher bei jeden Paralympics vergeben wird, ausgezeichnet.
Während der Schlussfeier wurde die Paralympische Fahne an den Bürgermeister von Pyeongchang, dem Austragungsort der Winter-Paralympics 2018, übergeben.

## Sportarten und Zeitplan
Legende zum nachfolgend dargestellten Wettkampfprogramm:

Letzte Spalte: Gesamtanzahl der Entscheidungen in den einzelnen Sportarten
| Zeitplan der Olympischen Winterspiele 2014 (mit Anzahl der Entscheidungen) | Zeitplan der Olympischen Winterspiele 2014 (mit Anzahl der Entscheidungen) | Zeitplan der Olympischen Winterspiele 2014 (mit Anzahl der Entscheidungen) | Zeitplan der Olympischen Winterspiele 2014 (mit Anzahl der Entscheidungen) | Zeitplan der Olympischen Winterspiele 2014 (mit Anzahl der Entscheidungen) | Zeitplan der Olympischen Winterspiele 2014 (mit Anzahl der Entscheidungen) | Zeitplan der Olympischen Winterspiele 2014 (mit Anzahl der Entscheidungen) | Zeitplan der Olympischen Winterspiele 2014 (mit Anzahl der Entscheidungen) | Zeitplan der Olympischen Winterspiele 2014 (mit Anzahl der Entscheidungen) | Zeitplan der Olympischen Winterspiele 2014 (mit Anzahl der Entscheidungen) | Zeitplan der Olympischen Winterspiele 2014 (mit Anzahl der Entscheidungen) | Zeitplan der Olympischen Winterspiele 2014 (mit Anzahl der Entscheidungen) |
|                                                                            | Fr                                                                         | Sa                                                                         | So                                                                         | Mo                                                                         | Di                                                                         | Mi                                                                         | Do                                                                         | Fr                                                                         | Sa                                                                         | So                                                                         | Gesamt                                                                     |
| März                                                                       | 7.                                                                         | 8.                                                                         | 9.                                                                         | 10.                                                                        | 11.                                                                        | 12.                                                                        | 13.                                                                        | 14.                                                                        | 15.                                                                        | 16.                                                                        |                                                                            |
| -------------------------------------------------------------------------- | -------------------------------------------------------------------------- | -------------------------------------------------------------------------- | -------------------------------------------------------------------------- | -------------------------------------------------------------------------- | -------------------------------------------------------------------------- | -------------------------------------------------------------------------- | -------------------------------------------------------------------------- | -------------------------------------------------------------------------- | -------------------------------------------------------------------------- | -------------------------------------------------------------------------- | -------------------------------------------------------------------------- |
| Eröffnung                                                                  |                                                                            |                                                                            |                                                                            |                                                                            |                                                                            |                                                                            |                                                                            |                                                                            |                                                                            |                                                                            |                                                                            |
| Biathlon                                                                   |                                                                            | 6                                                                          |                                                                            |                                                                            | 6                                                                          |                                                                            |                                                                            | 6                                                                          |                                                                            |                                                                            | 18                                                                         |
| Rollstuhlcurling                                                           |                                                                            |                                                                            |                                                                            |                                                                            |                                                                            |                                                                            |                                                                            |                                                                            | 1                                                                          |                                                                            | 1                                                                          |
| Sledge-Eishockey                                                           |                                                                            |                                                                            |                                                                            |                                                                            |                                                                            |                                                                            |                                                                            |                                                                            | 1                                                                          |                                                                            | 1                                                                          |
| Ski Alpin                                                                  |                                                                            | 6                                                                          | 3                                                                          | 3                                                                          | 0 (1)                                                                      | 3                                                                          | 3                                                                          | 8                                                                          | 3                                                                          | 3                                                                          | 32                                                                         |
| Skilanglauf                                                                |                                                                            |                                                                            | 2                                                                          | 4                                                                          |                                                                            | 6                                                                          |                                                                            |                                                                            | 2                                                                          | 6                                                                          | 20                                                                         |
| Abschluss                                                                  |                                                                            |                                                                            |                                                                            |                                                                            |                                                                            |                                                                            |                                                                            |                                                                            |                                                                            |                                                                            |                                                                            |
| Medaillenentscheidungen                                                    |                                                                            | 12                                                                         | 5                                                                          | 7                                                                          | 12                                                                         | 6                                                                          | 3                                                                          | 11                                                                         | 7                                                                          | 9                                                                          | 72                                                                         |
|                                                                            | Fr                                                                         | Sa                                                                         | So                                                                         | Mo                                                                         | Di                                                                         | Mi                                                                         | Do                                                                         | Fr                                                                         | Sa                                                                         | So                                                                         | Gesamt                                                                     |
| März                                                                       | 7.                                                                         | 8.                                                                         | 9.                                                                         | 10.                                                                        | 11.                                                                        | 12.                                                                        | 13.                                                                        | 14.                                                                        | 15.                                                                        | 16.                                                                        |                                                                            |

## Doping
Bei dem italienischen Sledgehockey-Spieler Igor Stella wurde bereits vor den Spielen eine positive Dopingprobe entnommen.
Während der Winter-Paralympics 2022 kam auch Doping bei Winter-Paralympics 2014 zur Sprache bzw. der Umgang des Internationalen Paralympischen Komitees mit Doping. Bei den Winter-Paralympics 2014 in Sotschi hatte Russland mit 80 Medaillen ähnlich dominiert wie China 2022. Bei sechs russischen Medaillen-Gewinnern von 21 paralympischen Medaillen waren in Sotschi Urinproben manipuliert worden, darunter auch Roman Petuschkow, der sechs Mal Gold gewann. Bis 2022 wurde kein einziger dieser Para-Athleten bestraft, hingegen durfte Russland nicht an den Sommer-Paralympics 2016 in Rio teilnehmen. Es ging in Sotschi um Doping mit Trimetazidin, dass bei der Eiskunstläuferin Kamila Walijewa bei den Olympischen Winterspielen 2022 in Peking nachgewiesen wurde.

## Kritik und Kontroversen
In der Folge des Euromaidan in der Ukraine und der neuen Übergangsregierung nach der Entmachtung des Staatspräsidenten Wiktor Janukowytsch durch das ukrainische Parlament wurden am 27/28. Februar 2014 das Regionalparlament der Autonomen Republik Krim, mehrere Flughäfen und Militärbasen durch russische Truppen besetzt. Am 1. März stimmte die Duma für einen Einsatz russischen Militärs in der Ukraine. Diese Entwicklung hat zu vermehrtem Boykott der Paralympics geführt.
Am 2. März 2014 teilte der britische Premierminister David Cameron mit, dass aufgrund der aktuellen Krise auf der Krim keine offiziellen Regierungsvertreter der britischen Regierung die Winter-Paralympics 2014 besuchen werden. Auch Prince Edward wird nicht nach Sotschi reisen. Am 3. März 2014 erklärte die Sprecherin des Nationalen Sicherheitsrates der Vereinigten Staaten, dass keine Vertreter der amerikanischen Regierung anreisen werden. Auch die Niederlande, Österreich und Norwegen werden die Paralympics von Seiten der Regierung boykottieren. Am 5. März beschloss die deutsche Bundesregierung, keine Vertreter zu den Paralympics zu senden. Eine nachträgliche Entsendung je nach Entwicklung der Lage auf der Krim kann jedoch noch erfolgen. Am 7. März erklärte der französische Außenminister Laurent Fabius einen Boykott der Winter-Paralympics durch die französische Regierung.
Das Internationale Paralympische Komitee erklärte, dass bisher keine Athleten die Winter-Paralympics boykottieren würden.
Das ukrainische Team nahm nach längeren Diskussionen an den Winter-Paralympics teil. Waleri Suskewitsch, Vorsitzender des nationalen paralympischen Komitees der Ukraine, erklärte jedoch, dass sich das Team bei einer Eskalation der Lage auf der Krim einen Boykott vorbehalten wird. Als Zeichen des Protests erschien nur der Biathlet und Skilangläufer Michailo Tkatschenko als Fahnenträger bei der Eröffnungsfeier. Die restlichen 30 Delegierten blieben den Feierlichkeiten fern.